# Roald Aas
Roald Edgar Aas (Oslo, 25 marzo 1928 – Oslo, 18 febbraio 2012) è stato un pattinatore di velocità su ghiaccio norvegese.
Ha partecipato a tre edizioni dei giochi olimpici invernali (1952, 1956 e 1960) conquistando complessivamente due medaglie.

## Palmarès
Olimpiadi
- 2 medaglie:
  - 1 oro (1500 m a Squaw Valley 1960)
  - 1 bronzo (1500 m a Oslo 1952)